# Шхуна

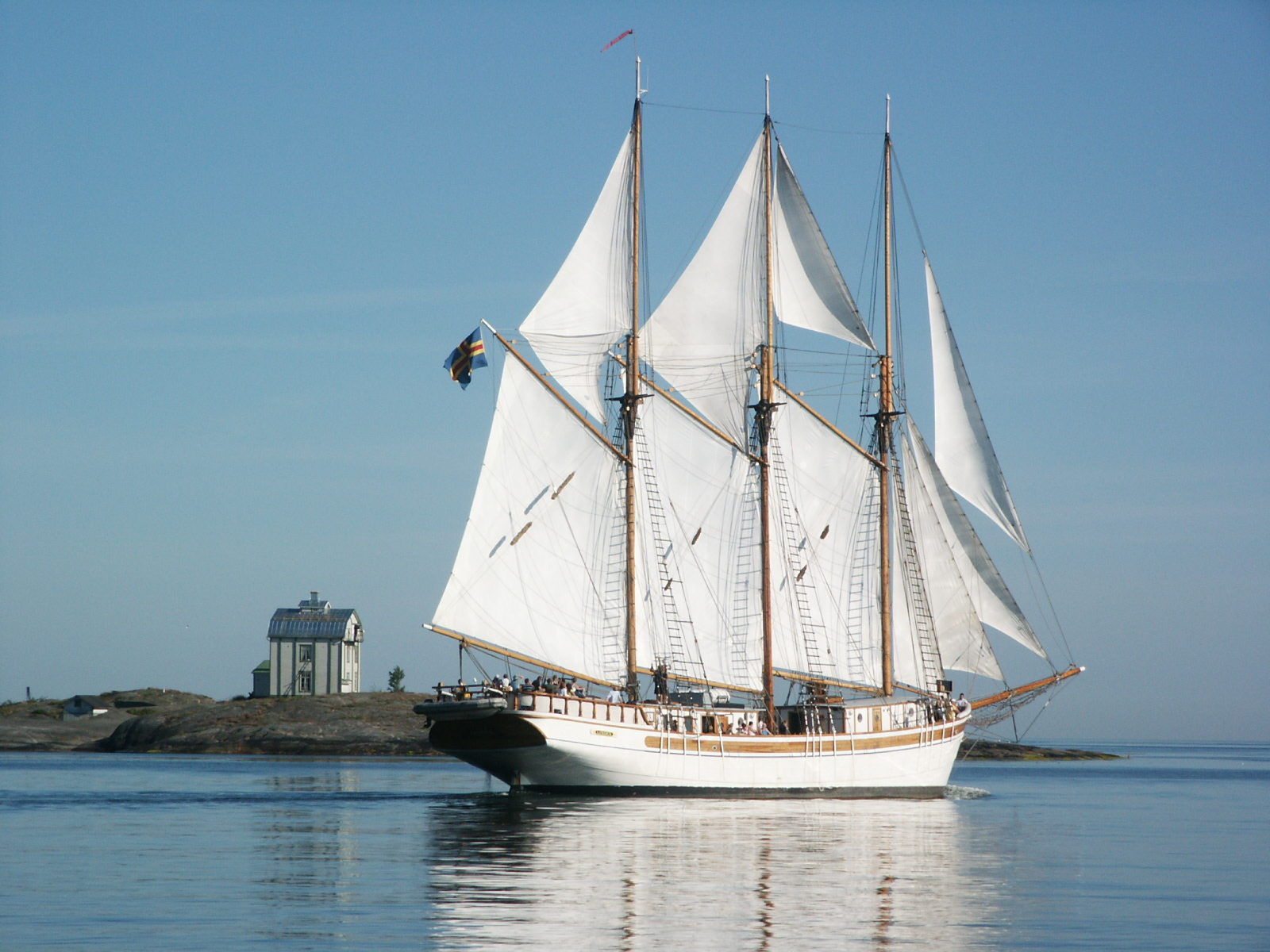
Трёхмачтовая гафельная шхуна Linden, Мариехамн, Аландские острова

Шху́на (от англ. schooner) — тип парусника, имеющего не менее двух мачт и косые паруса на всех мачтах. По типу парусного снаряжения шхуны делят на га́фельные, берму́дские, ста́ксельные, ма́рсельные и бра́мсельные. Брамсельная шхуна отличается от марсельной наличием брам-стеньги и ещё одним дополнительным прямым парусом — брамселем. При этом в ряде случаев марсельную и брамсельную двухмачтовые шхуны (особенно с брифоком) можно спутать с бригантиной. Независимо от типа косых парусов (гафельных или бермудских) шхуна может быть и марсельной (брамсельной). Шхуны имели небольшую осадку, что позволяло ходить даже на мелководье.

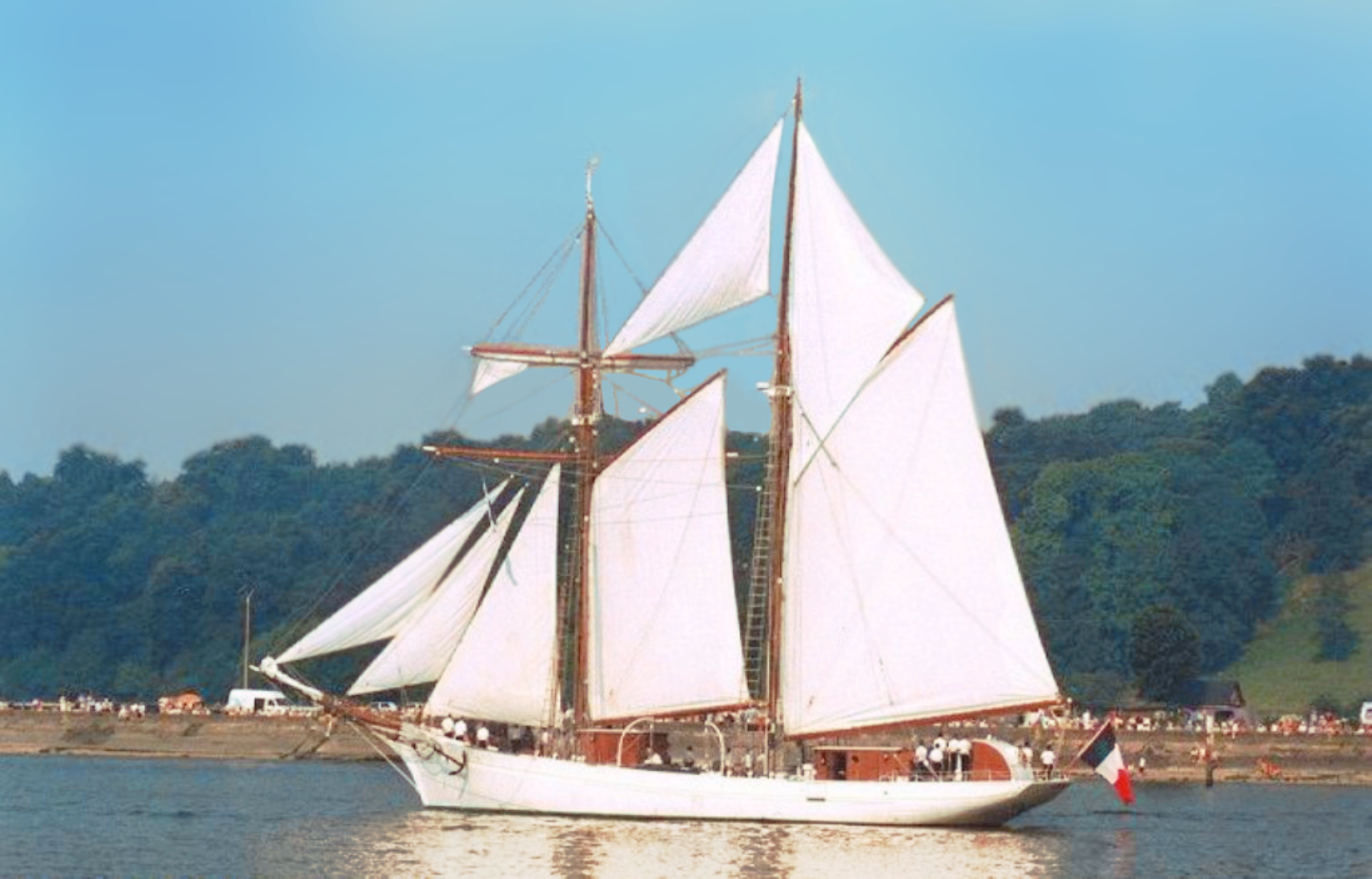
Двухмачтовая марсельная гафельная шхуна французского флота «Этуаль» (Étoile)

Главное отличие двухмачтовой шхуны от других типов парусного вооружения — расположение грот-мачты — самой высокой мачты судна. В случае парусного вооружения этого типа, грот-мачта располагается ближе к корме для того, чтобы особенно в случае с гафельным вооружением, карнаги-штаг, соединяющий фок- и грот-мачты, шёл немного вверх и не мешал гафелю фок-мачты.
Шхуна очень хорошо ходит при боковом ветре и под острым углом к ветру, у неё намного меньше снастей в бегучем такелаже, чем у судна с прямым парусным вооружением, проще устройство оснастки, что позволяло существенно уменьшить команду. Все работы с парусами производили с палубы, в то время, как на судне с прямыми парусами для их подъёма и спуска большому числу людей необходимо взбираться на мачты. Однако при попутном ветре шхуна существенно уступает судам с прямыми парусами и становится «рыскливой». Тем не менее, в последнее столетие массового использования парусников преимущества шхуны в отношении снижения числа и умения экипажа оказались более чувствительными из-за стремления судовладельцев снизить стоимость перевозки грузов в условиях конкуренции с пароходами, поэтому конец XIX и начало XX веков стали периодом расцвета шхуны, именно тогда были построены гигантские суда с этим типом парусного вооружения, вроде «Томас У. Лоусон» (1902 год, см. ниже).

Шхуна-пароход на перуанском соле, 1879 год

В конце XIX века конкуренция пароходов привела к необходимости сокращения команд судов. Благодаря простоте парусного вооружения и лёгкости управления именно шхуны смогли выстоять в этой борьбе. В основном строили двух- и трёхмачтовые шхуны, реже — четырёх-, пяти- и шестимачтовые. А в 1902 году в городе Куинси, Массачусетс (США) на воду спустили единственную в мире семимачтовую шхуну «Томас У. Лоусон». «Томас У. Лоусон» был предназначен для перевозки угля. Каждая из семи стальных мачт высотой по 35 м весила 20 т. Их продолжением служили деревянные 17-метровые стеньги. Работу моряков облегчали различные механизмы, благодаря чему огромным парусником управляли всего 16 человек. Шхуна, не имевшая двигателя, была оснащена паровой рулевой машиной, паровыми лебёдками, электрической системой и даже телефонной сетью.
После Первой мировой войны, когда не хватало торговых судов, американцы, обладая превосходными лесами, построили много деревянных шхун самых разных размеров, имеющих от трёх до пяти мачт.